# Guido Heiland
Guido Heiland (* 3. Juni 1881 in Zschorlau; † 19. März 1957 in Marl) war ein deutscher Politiker der SPD und von 1919 bis 1926 Gemeindevorsteher der Gemeinde Marl im Kreis Recklinghausen.

## Leben
Guido Heiland arbeitete zunächst als Bergmann und später als Gelderheber des städtischen Elektrizitätswerks in Marl. 1912 war er Mitbegründer des ersten Marler SPD-Ortsvereins. Während der Novemberrevolution übernahm er den Vorsitz des Arbeiter- und Soldatenrates in Marl.
Von 1919 bis 1926 war Heiland Gemeindevorsteher der damals noch selbstständigen Gemeinde Marl und anschließend bis 1933 Mitglied der Amtsvertretung. 1933 floh er vor dem NS-Regime ins Exil in die Niederlande. Nach dem Ende des Zweiten Weltkriegs kehrte er 1946 nach Marl zurück und wurde erneut kommunalpolitisch aktiv.
Während seiner Amtszeit setzte sich Heiland besonders für die soziale Infrastruktur ein. 1924 wurde unter seiner Leitung die erste öffentliche Badeanstalt im Vest Recklinghausen eröffnet – das spätere Guido-Heiland-Bad.

## Ehrungen
- 1956: Verleihung der Ehrenbezeichnung Altbürgermeister durch den Rat der Stadt Marl.[1]
- Benennung der Guido-Heiland-Straße in Alt-Marl.[2]

## Nachwirkung
Das Guido-Heiland-Bad trägt bis heute seinen Namen. Die traditionsreiche Freizeiteinrichtung wird von einem gemeinnützigen Verein betrieben und erinnert an das kommunale Engagement Heilands für die Stadtbevölkerung.